# Skyggejagt
Skyggejagt (fransk originaltitel: Les Fantômes) er en fransk filmthriller fra 2024, der er instrueret af Jonathan Millet. Den handler om den syriske flygtning Hamid, der i Frankrig jagter sin tidligere torturbøddel Harfaz.
Filmen fik verdenspremiere på filmfestivalen i Cannes i 2024, hvor den var nomineret til Caméra d’Or-prisen. Ved Césarprisen i Frankrig var den nomineret i kategorierne Bedste Debutfilm og Bedste Nye Mandlige Skuespiller.

## Handling
Syreren Hamid, der har mistet sin kone og datter og selv er blevet tortureret under det tidligere syriske regime, slipper levende fra landet og bliver medlem af en hemmelig gruppe, der sporer krigsforbrydere, der er flygtet til Europa. Han tager til Frankrig for at konfrontere sin torturbøddel Harfaz. Men han har aldrig set sin bøddel, og da han ser ud til at komme tæt på sit mål, begynder han at tvivle på, om han har fundet den rette mand. Hævnlyst og modstridende følelser splitter hans tanker. Samtidig har Hamid i en flygtningelejr mødt den milde kvinde Yara, der gør ham opmærksom på, at den bedste gengældelse er at leve livet fuldt ud på ny og lade fortiden hvile i graven.

## Medvirkende
- Adam Bessa som Hamid
- Tawfeek Barhom som Harfaz
- Julia Franz Richter som Nina
- Hala Rajab som Yara

## Modtagelse

### Frankrig
På den franske webside AlloCiné, der samler anmeldelser fra franske filmkritikere, modtog filmen en bedømmelse på 4,0 ud af fem stjerner, baseret på anmeldelser fra 31 kritikere.

### Danmark
Filmmagasinet Ekko gav filmen fem ud af seks stjerner. Anmelderen Bo Tao Michaëlis mente, at filmen fængede hele vejen igennem, at Adam Bessa spillede fremragende som syrisk flygtning, og at hele filmen var en stærk refleksion over temaet hævn kontra forsoning. Samtidig mente han, at filmen var en antikrigsfilm forklædt som thriller og præget af en rørende indre humanisme. Også Informations anmelder var meget positiv og kaldte filmen mesterlig og noget så usædvanligt som en lavmælt og poetisk spionfilm.